# 피그미생쥐속
피그미생쥐속 또는 바이오미스속(Baiomys)은 쥐상과 비단털쥐과에 속하는 설치류 속의 하나이다. 갈색쥐속과 함께 피그미생쥐족에 포함되며 현존하는 2종으로 이루어져 있다.

## 하위 종
- 남부피그미생쥐 (Baiomys musculus)
- 북부피그미생쥐 (Baiomys taylori)